# Diana Davis
Diana Sergeevna Davis (en ruso: Диана Сергеевна Дэвис) (Las Vegas, Nevada, 16 de enero de 2003) es una bailarina de hielo rusa que nació en Estados Unidos y representa a Rusia. Con su compañero, Gleb Smolkin, es campeona de la Copa CS Varsovia 2021 y de la medalla de plata rusa 2022.
En la categoría juvenil, Davis y Smolkin son los medallistas de bronce nacionales de Rusia júnior 2020. Terminaron entre los cinco primeros en el 2020 el Campeonato Mundial de Patinaje Artístico Juvenil 2020, y compitió en la Final del Gran Premio Júnior 2019-2020.

## Vida personal
Davis nació el 16 de enero de 2003 en Las Vegas, Nevada, Estados Unidos, pero se crio en Moscú, Rusia. Tiene doble nacionalidad, rusa y estadounidense, y se mudó a Rusia con su madre cuando tenía tres años. Es la única hija del entrenador de patinaje ruso Eteri Tutberidze. 
De pequeña, a Davis se le diagnosticó una pérdida de audición sensorineural de tercer grado causada por unos antibióticos recetados incorrectamente. Se sometió a un tratamiento médico en Alemania, pero no pudo recuperar su audición por completo. Como resultado de la enfermedad, tiene poco desarrollada la coordinación y depende parcialmente de la lectura de los labios para comunicarse. Sin embargo, la discapacidad no afecta a su posibilidad para escuchar música.

## Carrera

### Primeros años
La madre de Davis, Eteri Tutberidze, la llevó  por primera vez a una pista de hielo cuando sólo tenía 2 años. Aunque al principio Davis quería dedicarse a la natación sincronizada, empezó a entrenar como patinadora a los seis años, ya que era su única oportunidad de pasar tiempo con su madre. Inicialmente fue entrenada por su madre como patinadora individual en Moscú; sin embargo, se pasó a la danza sobre hielo en 2016 debido a la preocupación de Tutberidze por su seguridad al realizar elementos de salto dada su falta de coordinación
Davis formó equipo con su primer compañero, Denis Pechuzhkin, otro antiguo estudiante de Tuteladle, durante la temporada 2016–2017 estación. La asociación duró poco, sólo seis meses, antes de que Davis encontrara un nuevo compañero, Fedor Varlamov. Davis/Varlamov patinaron juntos durante la temporada   estación 2017-2018 y solo compitieron a nivel nacional antes de separarse también. Durante la asociación, Davis recibió el título de Maestra del Deporte de la Federación Rusa. En el 2018, Davis se asoció con su actual pareja, Gleb Smolkin.

### Temporada 2018–2019: Debut internacional Júnior
Davis/Smolkin hicieron su debut internacional júnior en septiembre de 2018 en el JGP de Croacia 2018. El equipo terminó tercero en la general del evento por detrás de sus compañeros rusos Khudaiberdieva/Nazarov en primer lugar y de los competidores georgianos Kazakova/Reviya en segundo lugar , pero a pesar de su posición en el podio no  recibieron una segunda asignación en los JGP.
El equipo compitió tres veces más a nivel internacional  durante la temporada, quedando tercero en la prueba júnior  de la Volvo Open Cup de 2018 y segundo tanto en el Trofeo Tallinn de 2018 (júnior) como en los Juegos Juveniles de Invierno de Rusia y China de 2018. En los campeonatos de Patinaje Artístico Juvenil de Rusia de 2019, celebrados en febrero, terminaron novenos.

### Temporada 2019–2020
En el verano anterior al inicio de la temporada, Davis y Smolkin trasladaron su base de entrenamiento de Moscú a Novi, Míchigan para trabajar con Igor Shpilband y Pasquale Camerlengo. El equipo abrió su temporada en agosto en el JGP Estados Unidos de 2019 donde ganó la medalla de plata por detrás de sus compañeras de entrenamiento estadounidenses Nguyen/Kolesnik. En su segunda asignación, el JGP de Rusia, el equipo volvió a quedar segundo en la general, esta vez por detrás de sus compañeras rusas Shanaeva/Naryzhnyy, y con 26 puntos de clasificación pasaron a la final del Gran Premio Júnior de 2019-2020. El equipo compitió solo una vez más antes de la final del Gran Premio, llevándose el título de júnior en la Volvo Taza Abierta de 2019.
En la final del gran premio Júnior de 2019–2020 , Davis/Smolkin entraron en la competición como los últimos cabezas de serie y tuvieron una salida decepcionante, terminando sextos en ambos segmentos de la competición y sextos en la general. Sin embargo se reagruparon en el intervalo entre la final y los Campeonatos Juveniles de Rusia 2020 y consiguieron la medalla de bronce en los nacionales juveniles, ganando un sitio en el equipo ruso para los Campeonatos Juveniles de 2020. En los mundiales Júnior, Davis/Smolkin consiguieron marcas personales en ambos segmentos de la competición, así como en general, y terminando en quinta posición.

### Temporada 2020–2021
Después de que Davis sufriera una fractura de tobillo en julio de 2020, su recuperación a largo plazo y una enfermedad anterior retrasaron el regreso de Davis/Smolkin al entrenamiento en tiempo completo. Ellos no compitieron en el Campeonato Júnior de Rusia 2021 en enero, pero tenían previsto volver a Rusia para la Final de la Copa de Rusia en marzo. En la final de la Copa de Rusia, Davis/Smolkin ocuparon el primer lugar tanto en la danza rítmica como en la danza libre para llevarse el título juvenil por un margen de aproximadamente 5 puntos sobre las medallistas de plata Kaganovskaya/Angelopol. Ellos mantuvieron su baile rítmico de Aristocats de la anterior temporada, pero presentaron con un nuevo baile libre con selecciones de la banda sonora deMoulin Rouge!.

### Temporada 2021-22: debut internacional sénior y Juegos Olímpicos de Beijing
Davis/Smolkin recibieron su primera asignación de Gran Premio de alto nivel para el Skate Canada 2021 International, lo cual no estuvo libre de debate en Rusia ya que tanto ellos como Morozov/Bagin, otro equipo con influencia política en la Federación Rusa de Patinaje Artístico, recibieron invitaciones, mientras que otros equipos con clasificaciones más altas no lo hicieron. Para garantizar la admisión a Canadá durante la pandemia, los dos fueron vacunados con la Pfizer@–BioNTech vacuna además de haber recibido previamente la propia Rusia Sputnik V vacuna.El equipo debutó con sus programas para la temporada olímpica en los patines de prueba rusos sénior de en septiembre de 2021.
Davis/Smolkin hicieron su debut internacional completo la semana después de probar los patines en el US International Classic 2021 en Norwood, Massachusetts . . En el evento, el equipo ganó la medalla de plata por detrás del equipo estadounidense Hubbell / Donohue . Al pasar al Gran Premio, quedaron en quinto lugar en el Skate Canada International.
Tras su paso por el circuito del Grand Prix, Davis/Smolkin compitieron en noviembre en dos eventos de la  ISU Challenger Series. En la copa el CS 2021 de Austria,terminaron justo a lado del podio en cuarto lugar y establecieron nuevas marcas personales en ambos segmentos de la competición, así como en la general. A continuación,Davis/Smolkin compitieron en la  Copa CS de  Varsovia 2021, donde  ganaron su primer título internacional. Mejoraron sus tres nuevos récords personales establecidos previamente en la Copa de Austria la semana anterior  para tomar la medalla de oro por delante del equipo japonés Muramoto/Takahashi segundo, y del equipo estadounidense Verde/Parsons en tercer.
En sus primeros Campeonatos rusos séniors en diciembre, Davis/Smolkin quedaron polémicamente en tercer lugar en la danza rítmica, por delante de los veteranos número tres rusos Zahorski/Guerreiro, a los que superaron en el segmento por más de cinco puntos. En la danza libre, Davis/Smolkin aprovecharon la retirada del equipo ruso Sinitsina/Katsalapov por lesión y avanzaron al segundo puesto del segmento. Se llevaron la medalla de plata detrás de los nuevos campeones nacionales Stepanova/Bukin. Su colocación, de nuevo, no estuvo exenta de público, ya que incluso el medallista de bronce Egor Bazin discutió la igualdad de la puntuación. Como resultado de su posición , Davis/Smolkin fueron asignados a los Campeonatos Europeos de 2022 como uno de los tres equipos de danza que representan a Rusia.
Davis/Smolkin se presentaron en el Campeonatos Europeo en enero en Tallin, Estonia. Quedaron octavos en la danza rítmica y séptimos en la danza libre, quedando en séptimo lugar en la general. Cuando se le preguntó acerca de las polémicas en torno a sus ubicaciones nacionales, Smolkin comentó "después de los ciudadanos rusos, dejamos de prestar atención a todo eso. Dejamos las cosas innecesarias".
Davis/Smolkin fueron nombrados oficialmente en el equipo ruso para la Juegos Olímpicos de Invierno de 2022 el 20 de enero. Compitiendo en la prueba  de danza de los Juegos Olímpicos de Invierno 2022 quedaron en decimocuarta posición de danza rítmica. Después el equipo rechazó las preguntas de reporteros sobre un creciente escándalo dopante que involucraba Kamila Valieva, una estudiante de la madre de  Davis, Eteri Tutberidze. Davis/Smolkin mantuvieron su posición de decimocuarta en la danza libre para terminar decimocuarta en la general en su debut olímpico.

## Programas

### Con Smolkin
| Estación  | Baile de ritmo | Baile libre | Exposición |
| --------- | --- | --- | --- |
| 2021–2022 | - Boom de boom Pow by The Black Eyed Peas by The Black Eyed Peas - Bom Bidi Bom ((de Cincuenta sombras más oscuras) de Nick Jonas y Nicki Minaj coreografía. por Pasquale Camerlengo y Adrienne Lenda (de Cincuenta sombras más oscuras) de Nick Jonas y Nicki Minaj coreografía. por Pasquale Camerlengo y Adrienne Lenda) por (de Cincuenta sombras más oscuras) de Nick Jonas y Nicki Minaj coreografía. por Pasquale Camerlengo y Adrienne Lenda & (de Cincuenta sombras más oscuras) de Nick Jonas y Nicki Minaj coreografía. por Pasquale Camerlengo y Adrienne Lenda choreo. (de Cincuenta sombras más oscuras) de Nick Jonas y Nicki Minaj coreografía. por Pasquale Camerlengo y Adrienne Lenda (de Cincuenta sombras más oscuras) de Nick Jonas y Nicki Minaj coreografía. por Pasquale Camerlengo y Adrienne Lenda (de Cincuenta sombras más oscuras) de Nick Jonas y Nicki Minaj coreografía. por Pasquale Camerlengo y Adrienne Lenda (from Fifty Shades Darker) by Nick Jonas & Nicki Minaj choreo. by Pasquale Camerlengo and Adrienne Lenda | - El Tango de Roxanne actuó por performed por Ewan McGregor, José Feliciano, y Jacek Koman, performed por Ewan McGregor, José Feliciano, y Jacek Koman, y performed por Ewan McGregor, José Feliciano, y Jacek Koman - Vuestra Canción interpretada por Ewan McGregor y Alessandro Safina (de Moulin Rouge!) coreografía. por Pasquale Camerlengo y Adrienne Lenda interpretada por Ewan McGregor y Alessandro Safina (de Moulin Rouge!) coreografía. por Pasquale Camerlengo y Adrienne Lenda (interpretada por Ewan McGregor y Alessandro Safina (de Moulin Rouge!) coreografía. por Pasquale Camerlengo y Adrienne Lenda interpretada por Ewan McGregor y Alessandro Safina (de Moulin Rouge!) coreografía. por Pasquale Camerlengo y Adrienne Lenda!) choreo. Por interpretada por Ewan McGregor y Alessandro Safina (de Moulin Rouge!) coreografía. por Pasquale Camerlengo y Adrienne Lenda interpretada por Ewan McGregor y Alessandro Safina (de Moulin Rouge!) coreografía. por Pasquale Camerlengo y Adrienne Lenda interpretada por Ewan McGregor y Alessandro Safina (de Moulin Rouge!) coreografía. por Pasquale Camerlengo y Adrienne Lenda       | - Ev'rybody Quiere Ser un Gato (del Aristocats) por (de Los Aristogatos) de Phil Harris coreo. por Igor Shpilband, Pasquale Camerlengo choreo. (de Los Aristogatos) de Phil Harris coreo. por Igor Shpilband, Pasquale Camerlengo (de Los Aristogatos) de Phil Harris coreo. por Igor Shpilband, Pasquale Camerlengo, (de Los Aristogatos) de Phil Harris coreo. por Igor Shpilband, Pasquale Camerlengo (from The Aristocats) by Phil Harris choreo. by Igor Shpilband, Pasquale Camerlengo |
| 2020–2021 | - Ev'rybody Quiere Ser un Gato (del Aristocats) por (de Los Aristogatos) de Phil Harris coreo. por Igor Shpilband, Pasquale Camerlengo choreo. (de Los Aristogatos) de Phil Harris coreo. por Igor Shpilband, Pasquale Camerlengo (from The Aristocats) by Phil Harris choreo. by Igor Shpilband, Pasquale Camerlengo, (from The Aristocats) by Phil Harris choreo. by Igor Shpilband, Pasquale Camerlengo (de Los Aristogatos) de Phil Harris coreo. por Igor Shpilband, Pasquale Camerlengo | - El Tango de Roxanne actuó por interpretado por Ewan McGregor, José Feliciano y Jacek Koman, interpretado por Ewan McGregor, José Feliciano y Jacek Koman, y interpretado por Ewan McGregor, José Feliciano y Jacek Koman - Vuestra Canción interpretada por Ewan McGregor y Alessandro Safina (de Moulin Rouge!) coreografía. por Pasquale Camerlengo y Adrienne Lenda interpretada por Ewan McGregor y Alessandro Safina (de Moulin Rouge!) coreografía. por Pasquale Camerlengo y Adrienne Lenda (interpretada por Ewan McGregor y Alessandro Safina (de Moulin Rouge!) coreografía. por Pasquale Camerlengo y Adrienne Lenda interpretada por Ewan McGregor y Alessandro Safina (de Moulin Rouge!) coreografía. por Pasquale Camerlengo y Adrienne Lenda!) choreo. Por interpretada por Ewan McGregor y Alessandro Safina (de Moulin Rouge!) coreografía. por Pasquale Camerlengo y Adrienne Lenda interpretada por Ewan McGregor y Alessandro Safina (de Moulin Rouge!) coreografía. por Pasquale Camerlengo y Adrienne Lenda interpretada por Ewan McGregor y Alessandro Safina (de Moulin Rouge!) coreografía. por Pasquale Camerlengo y Adrienne Lenda | |
| 2019–2020 | - Ev'rybody Quiere Ser un Gato (del Aristocats) por (de Los Aristogatos) de Phil Harris coreo. por Igor Shpilband, Pasquale Camerlengo choreo. (de Los Aristogatos) de Phil Harris coreo. por Igor Shpilband, Pasquale Camerlengo (de Los Aristogatos) de Phil Harris coreo. por Igor Shpilband, Pasquale Camerlengo, (de Los Aristogatos) de Phil Harris coreo. por Igor Shpilband, Pasquale Camerlengo (de Los Aristogatos) de Phil Harris coreo. por Igor Shpilband, Pasquale Camerlengo | - Siempre Mirándote - El amor Es Pasado de largo Peter Cincotti choreo. de Peter Cincotti coreografía. por Igor Shpilband, Pasquale Camerlengo de Peter Cincotti coreografía. por Igor Shpilband, Pasquale Camerlengo, de Peter Cincotti coreografía. por Igor Shpilband, Pasquale Camerlengo de Peter Cincotti coreografía. por Igor Shpilband, Pasquale Camerlengo | |
| 2018–2019 | - Tango: Oblivion por Astor Piazzolla - Tango: Por una Cabeza interpretada por Il Divo coreografía. por Mijaíl Kolegov | - Los Muertos Vivos Están por Tambuco por Tambuco - La escritura es en la Pared ((de Spectre) por Sam Smith choreo. por Mikhail Kolegov (de Spectre) de Sam Smith coreografía. por Mijaíl Kolegov) por (de Spectre) de Sam Smith coreografía. por Mijaíl Kolegov choreo. (de Spectre) de Sam Smith coreografía. por Mijaíl Kolegov Mikhail Kolegov (de Spectre) de Sam Smith coreografía. por Mijaíl Kolegov | - Diamantes por Rihanna por Rihanna |

## Lo más destacado de la competencia
GP: Gran Premio; JGP: Gran Premio Junior

### Con Smolkin
| Internacional                                 | Internacional | Internacional | Internacional | Internacional |
| Acontecimiento                                | 18–19         | 19–20         | 20–21         | 21–22         |
| --------------------------------------------- | ------------- | ------------- | ------------- | ------------- |
| Olimpiada                                     |               |               |               | 14.º          |
| Europeos                                      |               |               |               | 7.º           |
| GP Patinar Canadá                             |               |               |               | 5.º           |
| CS Copa de Austria                            |               |               |               | 4.º           |
| CS Giro dorado                                |               |               |               | WD            |
| CS Copa Varsovia                              |               |               |               | 1.º           |
| EE.UU. Clásicos                               |               |               |               | 2.º           |
| Internacional: Júnior                         |               |               |               |               |
| Mundos de joven                               |               | 5.º           |               |               |
| JGP Final                                     |               | 6.º           |               |               |
| JGP Czech Republic                            | 3.º           |               |               |               |
| JGP Russia                                    |               | 2.º           |               |               |
| JGP United States                             |               | 2.º           |               |               |
| Tallin Trofeo                                 | 2.º J.        |               |               |               |
| Volvo Taza abierta                            | 3.º J.        | 1.º J.        |               |               |
| Nacional                                      |               |               |               |               |
| Campeonatos rusos                             |               |               |               | 2.º           |
| Ruso Juvenil                                  | 9.º           | 3.º           | WD            |               |
| Taza rusa (Final)                             |               |               | 1.º J.        |               |
| TBD = Asignó; WD = Retiró Niveles: J = Junior |               |               |               |               |

## Resultados detallados
Pequeñas medallas para programas cortos y libres otorgadas solo en ISU Campeonatos.

### Con Smolkin

#### Resultados de los mayores
| 2021–2022 temporada    |                                      |          |           |           |
| Fecha                  | Evento                               | RD       | FD        | Total     |
| Febrero 12–14, 2022    | 2022 Olimpiada de Invierno           | 14 71.66 | 14 108.16 | 14 179.82 |
| Enero 10–16, 2022      | 2022 Campeonatos europeos            | 8 73.32  | 7 113.29  | 7 186.61  |
| Diciembre 21–26, 2021  | 2022 Campeonatos rusos               | 3 83.99  | 2 123.71  | 2 207.70  |
| Noviembre 17–20, 2021  | 2021 CS Taza de Varsovia             | 1 81.30  | 1 118.60  | 1 199.90  |
| Noviembre 11–14, 2021  | 2021 CS Taza de Austria              | 4 73.37  | 4 111.25  | 4 184.62  |
| Octubre 29–31, 2021    | 2021 Patina Canadá Internacional     | 7 70.66  | 5 109.91  | 5 180.57  |
| Septiembre 15–18, 2021 | 2021 EE.UU. Clásicos Internacionales | 2 75.21  | 2 115.42  | 2 190.63  |

#### Resultados juveniles
| 2020@–21 estación      |                                                 |         |          |          |
| Fecha                  | Acontecimiento                                  | RD      | FD       | Total    |
| Feb. 26– Mar. 2, 2021  | 2021 Taza rusa competición doméstica Final      | 1 74.22 | 1 112.16 | 1 186.38 |
| 2019@–2020 estación    |                                                 |         |          |          |
| Fecha                  | Acontecimiento                                  | RD      | FD       | Total    |
| March 2–8, 2020        | 2020 Joven Mundial Campeonatos                  | 5 66.53 | 5 98.69  | 5 165.22 |
| Febrero 4–8, 2020      | 2020 Joven ruso Campeonatos                     | 3 70.91 | 3 110.06 | 3 180.97 |
| Diciembre 5–8, 2019    | 2019 Joven Magnífico Prix Final                 | 6 59.89 | 6 92.32  | 6 152.21 |
| Noviembre 5–10, 2019   | 2019 Volvo Taza Abierta                         | 1 68.00 | 1 99.17  | 1 167.17 |
| Septiembre 11–14, 2019 | 2019 JGP Rusia                                  | 2 64.79 | 3 93.45  | 2 158.24 |
| August 28–31, 2019     | 2019 JGP Estados Unidos                         | 2 62.12 | 2 98.05  | 2 160.17 |
| 2018@–2019 estación    |                                                 |         |          |          |
| Fecha                  | Acontecimiento                                  | RD      | FD       | Total    |
| Ene. 31– Feb. 4, 2019  | 2019 Joven ruso Campeonatos                     | 9 60.31 | 9 93.78  | 9 154.09 |
| Febrero 20–23, 2019    | 2018 ruso-Juegos de Invierno de Juventud chinos | 1 61.15 | 2 94.05  | 2 155.20 |
| Nov. 25– Dic. 2, 2018  | 2019 Tallin Trofeo                              | 2 62.16 | 2 89.00  | 2 151.16 |
| Noviembre 6–11, 2018   | 2018 Volvo Taza Abierta                         | 3 61.78 | 3 92.65  | 3 154.43 |
| Septiembre 26–29, 2018 | 2018 JGP República Checa                        | 3 56.55 | 3 92.07  | 3 148.62 |